# Nidzica
Nidzica [ɲiˈʥiʦa] (anciennement Nibork, Nidbork) est une vieille ville de marche de Varmie-Mazurie qui a pris naissance au XIIIe siècle autour de la forteresse teutonique de Neidenburg. Proie d'incessantes invasions (lituaniennes, russes, cosaques, puis soviétique), elle ne s'est jamais beaucoup développée mais conserve quelques vestiges de son riche passé.

## Géographie
Nidzica se trouve à la frontière sud de l'Oberland de l'ancienne Prusse-Orientale et des marais d'Olsztyn. La ville est arrosée par la Nida (en allemand Neide), à laquelle elle doit son nom. Le paysage alentour est marqué par les collines de l'Oberland, la ville elle-même se trouvant à une altitude de 172 m. Au nord-est s'étendent de profondes forêts de conifères. La ville est au carrefour de plusieurs routes d'intérêt régional, dont la route européenne 77, qui la relie à Olsztyn (à 50 km de là). Elle est desservie également par un chemin de fer.

## Histoire
S'il faut en croire les sources fragmentaires selon lesquelles il y aurait eu un château fort teutonique du nom de Neidenburg dès 1266, ce serait alors le plus ancien du Sassenland, marche saxonne orientale qui au XIIIe siècle était encore recouverte d'une forêt primaire et qui ne fut officiellement colonisée par les chevaliers teutoniques qu'au début du XIVe siècle. On ignore d'ailleurs la date exacte de fondation de la forteresse de Neidenburg, mais on convient de l'année 1360. Comme ailleurs en Saxe orientale, la germanisation ne s'imposa réellement qu'avec la deuxième vague de colons venus au XIIIe siècle de l'espace linguistique moyen-allemand. Marchands et artisans vinrent s'établir autour du fort de Neidenburg, que l'Ordre teutonique fit reconstruire en pierre au milieu du XIVe siècle, si bien que le 7 décembre 1381, le grand maître Winrich von Kniprode octroya le droit de charte à la colonie et lui fit don de 40 journaux de terre, dont 10 revenaient de droit au premier prévôt de la citadelle, le maître-forgeron Hans Grans. Quant à l’administration, la colonie fut placée sous tutelle de la commanderie d’Osterode.
En tant que ville de marche frontalière du duché polonais de Masovie, Neidenburg fut plusieurs fois la cible de raids polono-lituaniens : le premier assaut fut entrepris en 1331 par le prince lituanien Gediminas, mais il échoua, comme d'ailleurs ses fils Olgierd et Kenstutis par la suite. Une trêve signée en 1397 apporta la paix pour quelques années, mais dès 1410 avec la reprise des hostilités entre l'Ordre teutonique et la Pologne, Neidenburg était prise et pillée ; les mêmes misères s'abattirent en 1414 après un long siège. Au cours de la guerre de Treize Ans qui opposait l’ordre Teutonique et la Ligue de Prusse naissante en rébellion contre l'oppression fiscale (1454-1466), Neidenburg se rangea aux côtés des rebelles, mais dut pour cela endurer la cohabitation avec les contingents polonais, alliés de la confédération, lesquels ne devaient repartir qu'avec la conclusion du traité de Thorn (1466). Dans l'ultime conflit qui opposa le royaume de Pologne aux chevaliers teutoniques (1519-1526), l'armée polonaise tenta une fois de plus de s'emparer de cette ville de marche, mais dut abandonner après sept semaines de siège. En reconnaissance pour la fidélité des bourgeois, le grand maître Albert de Brandebourg les exempta d’impôt pour vingt ans. Compte tenu de son importance stratégique vis-à-vis de la menace polonaise, le château fut réaménagé à la moderne dès la fin du conflit. Dès 1524 (anticipant la conversion des chevaliers de l'Ordre), Neidenburg se convertit à la Réforme.
Avec la sécularisation qui s'ensuivit (1525) et son incorporation au tout nouveau duché de Prusse au sein du cercle de l’Oberland, Neidenburg acquit le statut de bailliage. La Prusse devenant pays du Refuge pour tous les protestants d’Europe, c’est à Neidenburg qu’en 1549 les Frères Tchèques vinrent s’établir. En 1573 ils y ouvrirent une école de latin et en 1579 la première école de jeunes filles de Prusse méridionale y voyait le jour. Avec l'invasion du pays par les Tatares au cours de la Grande guerre du Nord (1656), Neidenburg dut à nouveau endurer un siège qui tourna au fiasco pour les agresseurs. En revanche, le grand incendie de 1664 causa des dommages irréparables ; puis la grande peste de 1709-1711 enleva à la ville la moitié de ses habitants. La réforme administrative de Frédéric le Grand entraîna en 1752 la création de l'arrondissement de Neidenburg (de), qui sanctionnait le rayonnement croissant de cette ville de garnison (depuis 1717), en en faisant une juridiction. En 1782, la population atteignait 1 554 habitants. Au cours de la guerre de Sept Ans, Neidenburg fut occupée par l'armée russe de 1758 à 1760, sans toutefois subir de déprédations ; mais le XIXe siècle amena de nouvelles épreuves : d'abord un grand incendie qui en 1804 détruisit l'église, l'école et plusieurs immeubles. Lorsqu'en 1806 les troupes de Napoléon occupèrent la Prusse, les Français défilèrent dans Neidenburg qui dut supporter pour deux années les frais de cantonnement, se montant à 179 426 thalers. Il fallut faire un emprunt qui pesa pendant plus d'une génération sur la population. De 1752 à 1945, Neidenburg est le chef-lieu de l'arrondissement de Neidenburg (de) dans la province de Prusse-Orientale.
Mais vers le milieu du XIXe siècle, le développement reprenait : dès 1830, le château avait été entièrement réparé sur ordre du roi Frédéric-Guillaume III, et en 1850 le percement des murs d'enceinte et l'assèchement des marécages environnants permirent l'extension des quartiers. Le château accueillit le tribunal régional et la prison. Le tracé de la « chaussée Osterode-Soldau » et l'ouverture de la ligne de chemin de fer Allenstein - Soldau (1894) permirent l'installation de nouvelles industries : un atelier de mécanique, une fonderie de bronze et plusieurs machines à vapeur. En 1890, la ville comptait 4 221 habitants, dont 83 % de protestants, 13 % de catholiques et 154 juifs.
Dès le début de la Première Guerre mondiale, Neidenburg se trouva au centre de l'offensive russe : le 22 août 1914, un régiment de Cosaques s'emparait de la ville, la pillait et y mettait le feu, détruisant l'église et 200 immeubles. Après la victoire allemande de Tannenberg (du 27 au 29 août 1914), Neidenburg fut reprise et avec l'appui de la ville jumelée de Cologne on entreprit sans délai de la reconstruire.
Après la signature du traité de Versailles, les citoyens du cercle de Neidenburg furent invités à s'autodéterminer dans le cadre du plébiscite d'Allenstein sur le rattachement à l’État libre de Prusse ou à la Pologne ressuscitée : le 11 juillet 1920, ils demandaient à 98 % leur maintien en Prusse. Comme la frontière de ce qu'on allait appeler le « corridor de Dantzig » ne passait qu'à quelques kilomètres, l'agglomération se trouvait marginalisée avec des conséquences funestes pour l'activité économique ; mais la population s'accrut vigoureusement de par l'immigration de Prussiens chassés de Poméranie et de Posnanie, et dépassait les 6 500 habitants en 1925. Jusqu'en 1939, elle continua de s'accroître pour atteindre alors 9 197 habitants. La synagogue fut détruite lors de la « nuit de Cristal » du 9 novembre 1938, et deux habitants assassinés. À l'emplacement de la synagogue, les autorités firent édifier un « musée des marches frontalières ».
Malgré l'arrivée des premiers contingents soviétiques dans la région le 18 janvier 1945, l’ordre d'évacuation ne fut donné aux civils qu'avec les premiers tirs défensifs. Les convois de réfugiés formés dans la précipitation furent promptement rattrapés par l'Armée Rouge. Le 19 janvier les Soviétiques s'emparaient de Neidenburg. Alexandre Soljénitsyne a fait part de son amère expérience d'officier de l'Armée rouge dans ce secteur, dans le premier volume de L'Archipel du Goulag.
Avec la reprise en main du pays par les autorités polonaises, la ville fut rebaptisée en polonisant son nom en « Nidbork », avant de recevoir officiellement le nom de « Nidzica ». Elle devint le siège d'un powiat, qui comptait au 25 août 1945 23 478 habitants (15 954 Polonais et 7 514 réfugiés allemands, parmi lesquels les autorités polonaises estimèrent à 5903 le nombre de Masures, peuple autochtone du pays). De la population allemande de cette époque, une grande partie émigra définitivement vers l'Allemagne les années suivantes.

## Curiosités touristiques

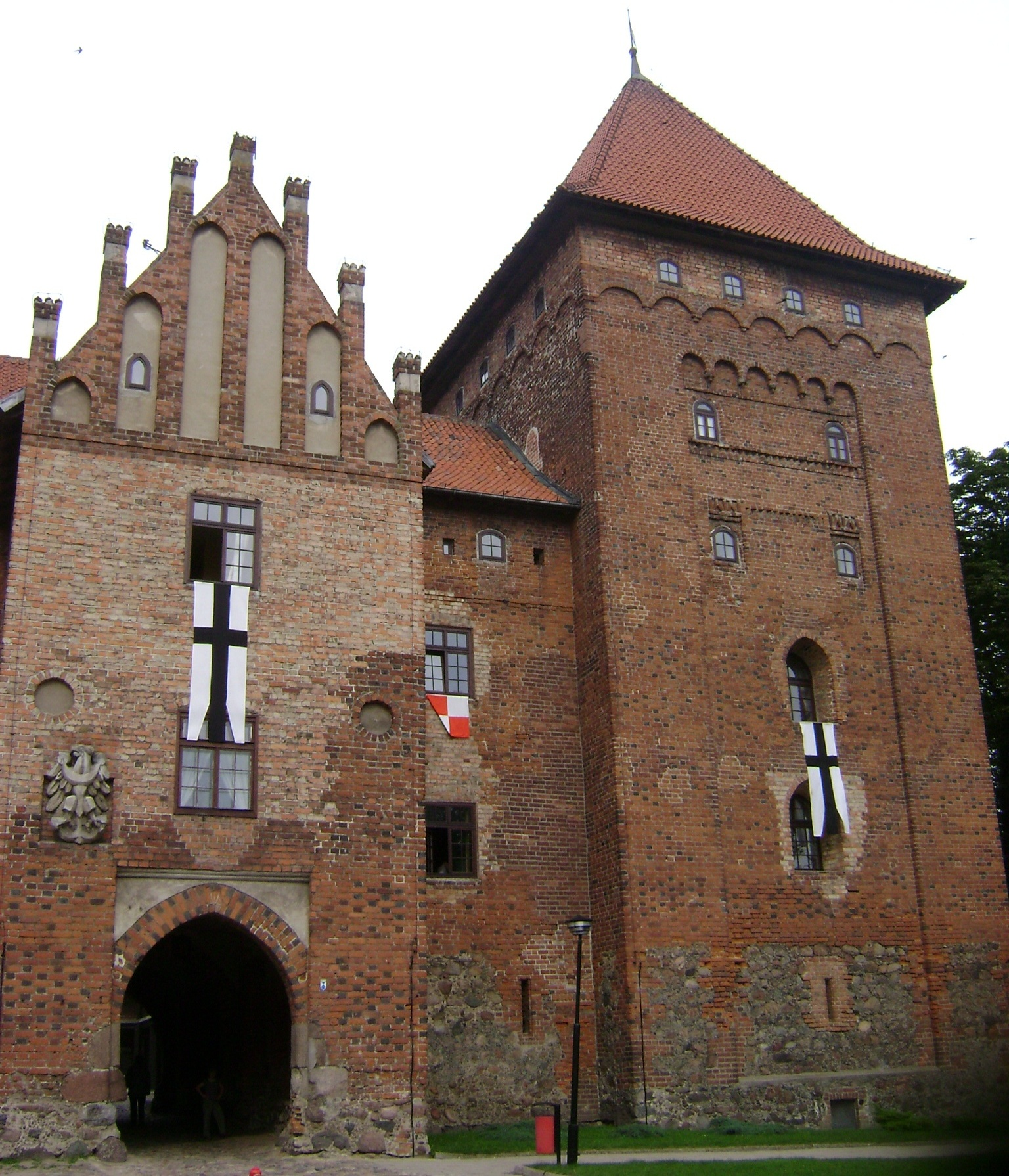
Le château multiséculaire de Neidenburg a connu de multiples réparations...

La ville reste dominée par la forteresse teutonique de Neidenburg (pl) (XIVe siècle), l'une des plus belles et des mieux conservées. Outre l'église et l'hôtel de ville, il ne subsiste dans l'Altstadt aucun monument ancien, mais la place du marché a conservé tout son pittoresque d'autrefois.
Le Tatarenstein, au sud de Nidzica, est un bloc erratique qui rappelle le siège de 1656.

## Personnalités originaires de la ville
- Orlando Gortzitza (de) (1811-1889), instituteur et compositeur liturgique
- Ferdinand Gregorovius, né le 19 janvier 1821, écrivain et historien
- Theodor Tolki, citoyen d'honneur de Neidenburg
- Bethel Henry Strousberg, né le 20 novembre 1823, industriel du « Gründerzeit »
- Richard Guenter, né le 4 juillet 1856, homme politique
- Georg Albrecht Klebs, né le 23 octobre 1857, botaniste
- Heinrich Lissauer (de), né le 12. septembre 1861, neurologue
- Walter Kollo, né le 28 janvier 1878, compositeur
- Jürgen Nicolai (de), né le 24 octobre 1925, ornithologue, essayiste et éthologiste
- Heinz Lilienthal (de) né le 25 avril 1927, vitrailliste et designer
- Heinz Koriath (de) né le 22 février 1952, juriste

## Divers
La forteresse teutonique de Neidenburg, transformée en camp d'éducation militaire pour jeunes garçons par le IIIe Reich, sert de coulisse au roman Le Roi des Aulnes de Michel Tournier.

## Jumelages
- Sarny (Ukraine)
- Klaipėda (Lituanie)
- Buzançais (France)

## Parrainage

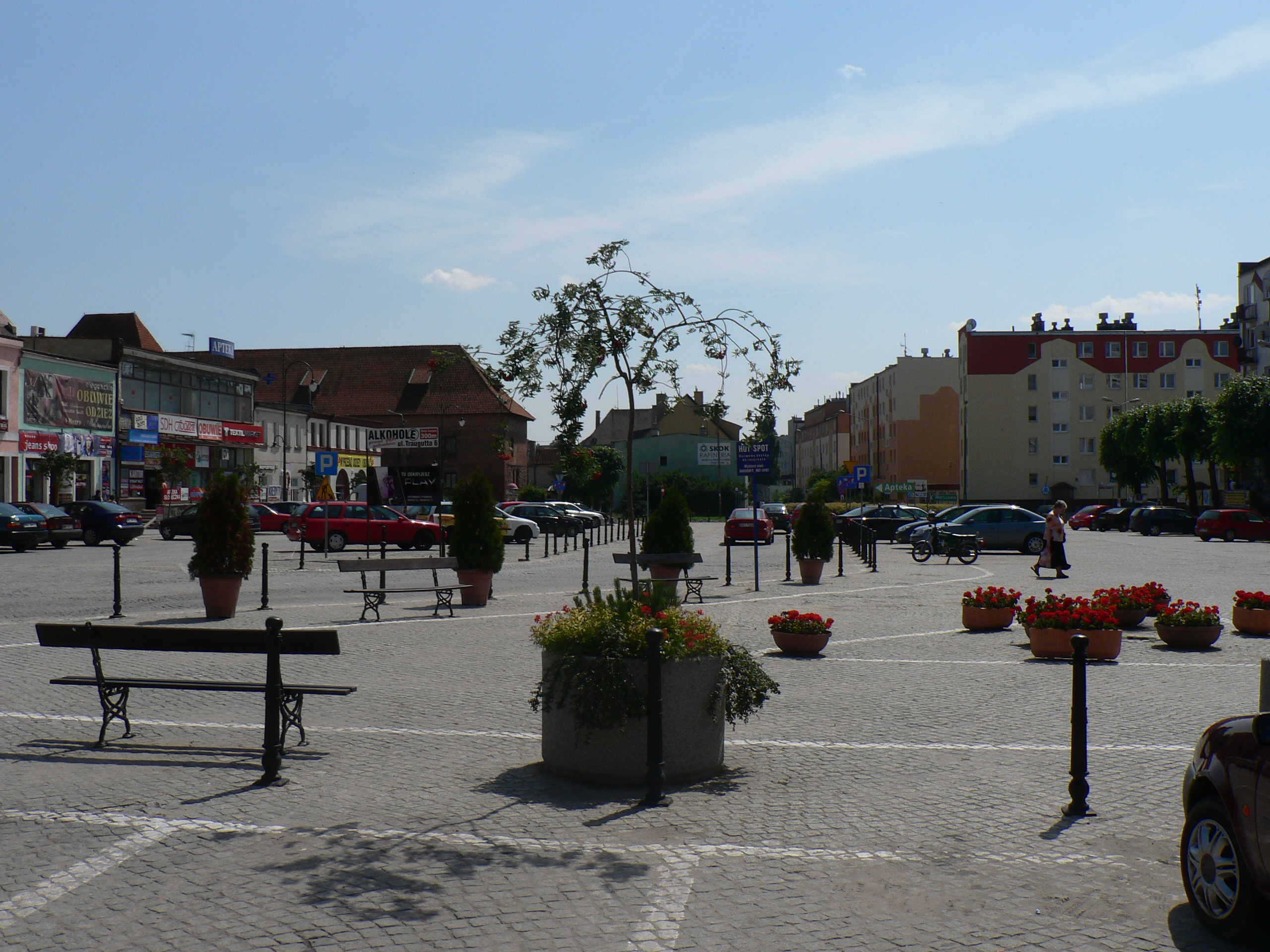
La place du marché, dans l'Altstadt.

Depuis 1953, Bochum parraine les ressortissants du Cercle de Neidenburg, une association de réfugiés prussiens venus de Neidenburg.

## Gmina
Les principales gminy de Nidzica sont :
| Nom polonais    | Nom allemand (jusqu'en 1945)      | Nom polonais | Nom allemand (jusqu'en 1945)         | Nom polonais     | Nom allemand (jusqu'en 1945)    |
| --------------- | --------------------------------- | ------------ | ------------------------------------ | ---------------- | ------------------------------- |
| Bartoszki       | Bartoschken 1938-45 Bartzdorf     | Łyński Młyn  | Lahnamühle                           | Radomin          | Radomin                         |
| Bolejny         | Bolleinen                         | Łysakowo     | Lissaken 1938-45 Talhöfen            | Robaczewo        | Robertshof                      |
| Borowy Młyn     | Heidemühle                        | Magdaleniec  | Magdalenz                            | Rozdroże         | Karlshöhe                       |
| Brzeżno Łyńskie | Persing                           | Moczysko     | Adlershorst                          | Siemiątki        | Schimiontken 1928-45 Segsau     |
| Bujaki          | Bujacken                          | Módłki       | Modlken 1938-45 Moddelkau            | Szerokopaś       | Sierokopaß 1933-45 Breitenfelde |
| Dobrzyń         | Dobrzienen 1877-1945 Gutfeld      | Mogiłowo     | Mogilowa 1938-45 Gelbsattel          | Tatary           | Berghof                         |
| Frąknowo        | Frankenau                         | Napiwoda     | Napiwoda 1890-1945 Grünfließ         | Wały             | Wallendorf                      |
| Grzegórzki      | Gregersdorf                       | Natać Mała   | Klein Nattatsch 1938-45 Kleinseedorf | Waszulki         | Waschulken 1938-45 Waiselhöhe   |
| Jabłonka        | Jablonken 1938-45 Seehag          | Natać Wielka | Groß Nattatsch 1938-45 Großseedorf   | Waszulki-Kolonia |                                 |
| Kalkownia       |                                   | Nibork Drugi |                                      | Wietrzychówko    | Köllmisch Dietrichsdorf         |
| Kamionka        | Adlig Kamiontken 1932-45 Steintal | Nidzica      | Neidenburg                           | Wietrzychowo     | Adlig Dietrichsdorf             |
| Kanigowo        | Kandien                           | Olszewko     | Klein Olschau                        | Wikno            | Wickno 1938-45 Wickenau         |
| Koniuszyn       | Kommusin                          | Olszewo      | Olschau 1938-45 Struben              | Wolisko          | Wolisko 1938-45 Schnepfenberge  |
| Łączki          | Albinshof                         | Orłowo       | Orlau                                | Wólka Orłowska   | Wolka 1938-45 Großkarlshof      |
| Leśne Pólko     |                                   | Parowa       | Springborn                           | Zagrzewo         | Sagsau                          |
| Leśne Śliwki    |                                   | Pawliki      | Pawlicken 1938-45 Palicken           | Załuski          | Salusken 1938-45 Kniprode       |
| Likusy          | Lykusen                           | Piątki       | Piontken 1932-45 Freidorf            | Żelazno          | Seelesen                        |
| Litwinki        | Littfinken                        | Piotrowice   | Piotrowitz 1932-45 Alt Petersdorf    | Zimna Woda       | Zimnawoda 1893-1945 Kaltenborn  |
| Łyna            | Lahna                             | Rączki       | Rontzken 1938-45 Hornheim            |                  |                                 |